# Acide ibandronique
L'acide ibandronique (DCI) ou ibandronate de sodium (USAN), vendu sous les noms de Boniva, Bondronat et Bonviva, est un puissant bisphosphonate utilisé dans la prévention et le traitement de l'ostéoporose.